# Логвинівка
Логви́нівка — село в Україні, у Коломацькій селищній громаді Богодухівського району Харківської області. Населення становить 32 осіб. До 2017 орган місцевого самоврядування— Шляхівська сільська рада.

## Географія
Село Логвинівка знаходиться на відстані 2 км від річки Шляхова (лівий берег), примикає до села Дмитрівка, на відстані 1 км розташоване село Сургаївка.

## Історія
12 червня 2020 року, розпорядженням Кабінету Міністрів України № 725-р «Про визначення адміністративних центрів та затвердження територій територіальних громад Харківської області», увійшло до складу Коломацької селищної громади.
19 липня 2020 року, в результаті адміністративно-територіальної реформи і ліквідації Коломацького району, село увійшло до складу Богодухівського району.